# Stilobezzia gallica
Stilobezzia gallica är en tvåvingeart som beskrevs av Clastrier 1991. Stilobezzia gallica ingår i släktet Stilobezzia och familjen svidknott.
Artens utbredningsområde är Frankrike. Inga underarter finns listade i Catalogue of Life.